# 巨瀬村
巨瀬村（こせそん）は、岡山県上房郡にあった村。現在の高梁市の一部にあたる。

## 地理
高梁川支流・有漢川の中流域に位置していた。

## 歴史
- 1875年（明治8年）上房郡柳分村、六名村、宮瀬村、片岡村が合併して巨瀬村が成立[2]。同年、字塩坪に巨瀬郵便局開設[2]。
- 1880年（明治13年）隣接の八川村、川面村、有漢村との境界整理を行い、高下迫を八川村に、桐山・井才を川面村に編入[2]。
- 1889年（明治22年）6月1日、町村制の施行により、上房郡巨瀬村が単独で村制施行し、巨瀬村が発足[1][2]。大字は編成せず[2]。
- 1954年（昭和29年）5月1日、上房郡高梁町・津川村・川面村、川上郡玉川村・宇治村・松原村・高倉村・落合村と合併し、市制施行し高梁市を新設して廃止された[1][2]。合併後は、高梁市巨瀬町となる[2]。

### 地名の由来
次の諸説あり。
1. 高梁川の大きな瀬による。
2. 交通上の要地にもかかわらず地形上、大道を設けられず小路ばかりのため「こせ」と呼ばれた。

## 産業
- 農業、材木、薪炭[2]

## 交通

### 道路
- 高梁落合線[2]
- 西方巨瀬線[2]
- 巨瀬竹荘線[2]

## 教育
- 1873年（明治6年）三渓小学校開校[2]。1874年（明治7年）横田に好間校が設立され、1879年（明治12年）三渓小学校に統合[2]。1888年（明治21年）巨瀬尋常小学校となる[2]。
- 1947年（昭和22年）巨瀬中学校開校[2]。